# عرقون متشابك
عرقون متشابك (الاسم العلمي:Euphrasia intricata) هو نوع من النباتات يتبع جنس العرقون من الفصيلة الهالوكية.